# دينيش شارما
دينيش شارما (بالنيبالية: दिनेश शार्मा)‏ هو مخرج وممثل نيبالي، ولد في 29 نوفمبر 1970.

## وصلات خارجية
- دينيش شارما على موقع IMDb (الإنجليزية)